# Zenon Brzozowski
Zenon Izydor Antoni Brzozowski herbu Belina (Zenon Belina-Brzozowski; ur. 12 kwietnia 1806 w Sokołówce, zm. 5 kwietnia 1887 w Warszawie) – polski mecenas sztuki, ziemianin, marszałek szlachty guberni podolskiej.

## Życiorys
Zenon Belina-Brzozowski urodził się w szlacheckiej rodzinie pieczętującej się herbem Belina. Ojcem Zenona był Karol Brzozowski z Brzozowa (1779-1862), a matką Ksawera Trzecieska h. Strzemię (1775-1871).
Zenon ukończył słynne Liceum Krzemienieckie. W 1837 roku wraz z Juliuszem Słowackim odbył podróż na Bliski Wschód.
W 31 lipca 1841 roku poślubił Elżbietę hr. Zamoyską z Zamościa h. Jelita z którą miał trzech synów: Stanisława (1842-1858), Jana Tadeusza (1844-1908) i Karola (1846-1941).
Rodzina Brzozowskich osiedliła się na Podolu w drugiej połowie XVIII wieku po wejściu w posiadanie kilku wsi należących wcześniej do Koniecpolskich. Należały do nich obszar o około 55 tys. ha w tym m.in. wsie: Popieluchy, Sokołówka, Czobotarka, Żabokrzycz, Lewków, Tarnawka, Krzykliwiec, Miastówka, Kozińce, Sawińce, Kitajgród, Kunicze i Wohyń w lubelskim. Rodzina Belina-Brzozowskich posiadała także pałac Brzozowskich w Warszawie oraz neogotycki pałac w Odessie. Siedzibą rodową była Sokołówka w której znajdował się dwór z jedną z największych na Podolu kolekcji dzieł sztuki. Belina-Brzozowscy utracili swoje dobra na Podolu w wyniku traktatu ryskiego (1921) i okrojeniu przedrozbiorowych granic Polski.
W XIX wieku Zenon Belina-Brzozowski wybudował w Odessie neogotycki pałac znajdujący się obecnie w pobliżu Bulwaru Nadmorskiego, który miał mu służyć za siedzibę w mieście, przez które eksportował zboże ze swoich majątków (z siedzibą w Sokołówce) na terenie dawnego województwa bracławskiego. Pałac miał dwa piętra i był wzorowany na angielskich zamkach, a zaprojektował go polski architekt Feliks Gąsiorowski. Na elewacji zbudowano wieloboczne baszty i smukłe wieżyczki z krenelażem. W pałacu tym właściciel gościł zaprzyjaźnionego z nim Juliusza Słowackiego. Budynek ten był też miejscem, w którym spotykali się liczni miejscowi Polacy. Po Zenonie Izydorze pałac odziedziczył starszy syn Jan Belina-Brzozowski. Do 1919 roku konsulem RP w Odessie był Zenon Karol Belina-Brzozowski.
Jego starszy syn Jan Belina-Brzozowski odziedziczył po ojcu także wieś Popieluchy w której osiadł wraz z żoną Heleną z Grocholskich (1845-1922). Popieluchy w okresie gospodarowania nad nimi przez Jana Tadeusza stały się ośrodkiem polskiej kultury. Tutaj znajdowały się pamiątki zarówno po Juliuszu Słowackim, jak i po ojcu Zenonie Belina-Brzozowskim, m.in. mapa Kresów Wschodnich z herbami właścicieli dóbr.